# Frederick Herbert Torrington
Frederick Herbert Torrington (* 20. Oktober 1837 in Dudley; †  20. November 1917 in Toronto/Ontario) war ein kanadischer Organist, Dirigent, Musikpädagoge und Komponist.

## Leben
Torrington absolvierte in England eine Klavier- und Orgelausbildung sowie in Chormusik bei Henry Hayward und James Fitzgerald und wirkte als Organist in Bewdley. 1856 ließ er sich als Musiklehrer in
Toronto nieder und wurde im Folgejahr Organist und Chorleiter an der Great St James Street Methodist Church. Daneben wirkte er als Dirigent und Geiger und war Kapellmeister beim 25th Regiment, Queen's Own Borderers. 1860 nahm er an einer Festveranstaltung anlässlich eines Besuches des Prince of Wales teil.
1868 gab er ein Orgelkonzert in der Boston Music Hall. Im Sommer des Folgerjahres war er als Teilnehmer des Patrick Sarsfield Gilmore's mammoth National Peace Jubilee erneut in der Stadt und wurde im September des Jahres Organist an der King's Chapel. 1870 trat er als Violinist in die Harvard Musical Association unter Leitung von Carl Zerrahn ein, und ab 1871 unterrichtete er am New England Conservatory of Music.
1873 kehrte er als Organist der Metropolitan Methodist Church  und Dirigent der Toronto Philharmonic Society, die er bis 1894 leitete, nach Toronto zurück. Er dirigierte die kanadischen Uraufführungen von
Mendelssohns Oratorien Elias (1874) und Paulus (1876) und organisierte 1886 und 1894 ein Musikfestival in Toronto. Für das zweite Festival gründete er den Festival Chorus, mit dem er bis 1912 regelmäßig den Messias und andere Oratorien aufführte.
Daneben war er musikalischer Leiter des Ontario Ladies' College in Whitby (1874–82) und in den 1880er Jahren Dirigent der Hamilton Philharmonic Society und leitete verschiedene Laienorchester in
Toronto, die als Vorläufer des 1906 gegründeten Toronto Symphony Orchestra gelten. 1888 gründete er das Toronto College of Music, das 1890 der University of Toronto angeschlossen wurde, und dessen
Direktor er bis zu seinem Tode blieb. Zu den Lehrern, die er für das College gewann, zählten Clarence Reynolds Lucas, Wesley Octavius Forsyth, Augustus Stephen Vogt, Herbert Lincoln Clarke und William Elliott Haslam.
1892 wurde Torrington Präsident der Canadian Society of Musicians. Nach Beendigung seiner Tätigkeit an der Metropolitan Church wirkte er noch bis 1915 als Organist an der High Park Methodist Church. Als
Komponist trat er mit kirchenmusikalischen Werken sowie einigen weltlichen Chorwerken und Liedern hervor. 1902 verlieh ihm die University of Toronto einen Ehrendoktortitel. Ein Porträt Torringtons von John Wycliffe Lowes Forster aus dem Jahr 1899 befindet sich im Edward Johnson Building der Universität.

## Werke
- Canada, the gem in the crown, 1876
- Abide with me, 1881
- Welcome home, brave volunteers, 1885
- Queen's jubilee, 1887
- The sons of Canada, 1900
- Our country and our king, 1901